# Hans Friedl
Hans Friedl (* 21. Juli 1957 in München) ist ein deutscher Politiker (Freie Wähler). Er war von 2018 bis 2023 Abgeordneter des Bayerischen Landtags.

## Werdegang
Nach der Schulzeit in Alling, Germering und Kloster Scheyern leistete er den 15-monatigen Grundwehrdienst bei einem Jäger- und Panzergrenadierbataillon ab. Berufsausbildung und Fachschulen absolvierte er in den Bereichen Landwirtschaft sowie Immobilien- und Wohnungswirtschaft. Der „Staatlich geprüfte Wirtschafter für Landbau“ ist Landwirt im Nebenerwerb. Hauptberuflich ist er als selbstständiger Kaufmann in der Grundstücks- und Wohnungswirtschaft tätig sowie Geschäftsführer einer Projektentwicklungs-Firma (Wohnbau).
Bei der Landtagswahl am 14. Oktober 2018 erreichte er im Stimmkreis Fürstenfeldbruck-Ost 12,3 % der Erststimmen; auf der Liste des Wahlkreises Oberbayern erreichte er mit 17.647 Gesamtstimmen das achte von acht Mandaten der Freien Wähler für den Landtag. Im Landtag war Friedl Mitglied des Ausschusses für Umwelt und Verbraucherschutz und Mitglied des Ausschusses für Wohnen, Bau und Verkehr. Ab 5. Juni 2019 gehörte er außerdem dem Landesdenkmalrat an. Nach der Landtagswahl 2023 schied er wieder aus dem Landtag aus.
Friedl ist verheiratet, hat einen erwachsenen Sohn und wohnt in Alling.

## Kommunale Mandate
Friedl ist seit dem 1. Mai 1990 Mitglied im Gemeinderat Alling sowie Fraktionsvorsitzender der „Dorfgemeinschaft Alling der Freien Wähler“ und Zweiter Bürgermeister. Er gehört außerdem seit 1. Mai 2020 dem Kreistag des Landkreises Fürstenfeldbruck an.

## Ehrenämter
Er ist Vorsitzender des Wasser- und Bodenverbandes „Oberes Allinger Moos“ und aktiv im Ernährungsrat des Landkreises Fürstenfeldbruck, Arbeitsgruppe Zukunftsfähige & umweltgerechte kommunale Planung.
Bei den Freien Wählern ist er Vorsitzender im Kreisverband Fürstenfeldbruck sowie Mitglied der Grundsatzkommission Oberbayern und dem außerparlamentarischen Arbeitskreis Landwirtschaft und Umwelt.
2023 wurde Friedl vom Bayerischen Innenminister Herrmann die Kommunale Verdienstmedaille in Bronze verliehen.